# Mitges de compressió

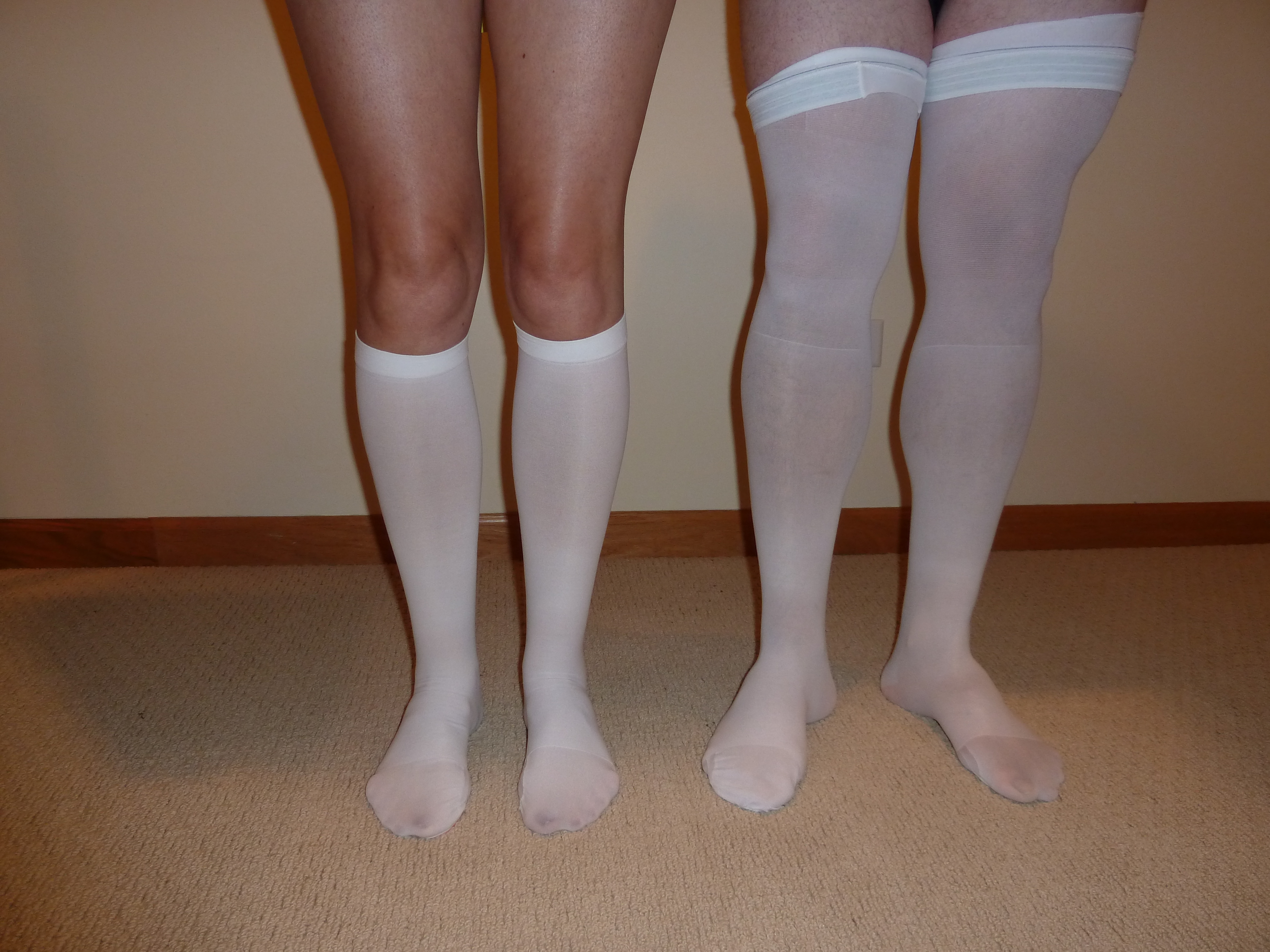
Mitges de compressió per prevenir embòlies d'alçada de genoll i de cuixa.

Les mitges de compressió són una peça de roba elàstica que pot prevenir o aturar la progressió de diferents trastorns i malalties cardiovasculars o limfàtiques. Sovint fetes a mida, actuen comprimint gradualment la cama, amb la pressió més alta al turmell decreixent fins al genoll o la cuixa.
El flux sanguini a les cames és més difícil de mantenir a causa de la distància al cor. Per facilitar el retorn de la sang en contra de la gravetat, les venes disposen d'una sèrie de vàlvules que n'eviten el retrocés i faciliten la circulació. Per diferents causes, algunes vàlvules poden deixar de funcionar, provocant acumulacions de sang. També a causa de la gravetat, les cames són un punt d'estancament de limfa. Els possibles avantatges de l'ús de les mitges de compressió són: reducció de la pressió venosa ambulatòria, millora del funcionament de les vàlvules venoses, increment del temps d'ompliment venós i la bona adaptabilitat al pacient.
Les mitges es poden fer servir en ambdues cames, o només una, i prèviament s'han de prendre mesures acurades de les mides de les cames per assegurar que s'aplica la pressió necessària. Generalment, les mitges s'han de posar de bon matí, dur durant tot el dia i treure abans d'anar a dormir. Sovint es recepten dos parells de mitges iguals al mateix pacient perquè se'n pugui rentar un parell mentre du l'altre. El rentat ha de ser a mà, a una temperatura d'uns 40 °C, assecant-les lluny de calor directa. Un metge ha de fer el seguiment i receptar-ne un canvi cada sis mesos, ja que les mides de les cames poden variar.